# Sector d'arrencada

Aquest exemple mostra diversos components de GNU GRUB distribuïts en sectors d'un disc dur. Quan GRUB s'instal·la en un disc dur, boot.img s'escriu al sector d'arrencada d'aquest disc dur. boot.img només té una mida de 446 bytes.

Un sector d'arrencada és el sector d'un dispositiu d'emmagatzematge de dades persistent (per exemple, disc dur, disquet, disc òptic, etc.) que conté codi màquina per carregar a la memòria d'accés aleatori (RAM) i executar-lo després pel microprogramari integrat al sistema informàtic (per exemple, la BIOS).
Normalment, el primer sector del disc dur és el sector d'arrencada, independentment de la mida del sector (512 o 4096 bytes) i del tipus de partició (MBR o GPT).
L'objectiu de definir un sector en particular com a sector d'arrencada és la interoperabilitat entre el microprogramari i diversos sistemes operatius.
El propòsit de carregar en cadena primer un firmware (per exemple, la BIOS), després algun codi contingut al sector d'arrencada i després, per exemple, un sistema operatiu, és la màxima flexibilitat. En cas que un sector d'arrencada rep danys físics, el disc dur ja no es podrà arrencar, tret que s'utilitzi amb una BIOS personalitzada que defineixi un sector no danyat com a sector d'arrencada. Tanmateix, com que el primer sector també conté dades sobre la partició del disc dur, el disc dur es tornarà completament inutilitzable excepte quan s'utilitzi juntament amb un programari personalitzat.

## El PC IBM i ordinadors compatibles
En una màquina compatible amb IBM PC, la BIOS selecciona un dispositiu d'arrencada i després copia el primer sector del dispositiu (que pot ser un MBR, VBR o qualsevol codi executable) a la memòria física a l'adreça de memòria 0x7C00. En altres sistemes, el procés pot ser força diferent.

## Interfície de firmware extensible unificada (UEFI)
L'UEFI (no l'arrencada heretada mitjançant CSM) no depèn dels sectors d'arrencada, el sistema UEFI carrega directament el carregador d'arrencada (fitxer d'aplicació EFI al disc USB o a la partició del sistema EFI). A més, l'especificació UEFI també conté "arrencada segura", que bàsicament vol que el codi UEFI estigui signat digitalment.

## Taules de particions
Un disc es pot particionar en diverses particions i, en sistemes convencionals, s'espera que ho sigui. Hi ha dues definicions sobre com emmagatzemar la informació relativa a la partició:
- Un registre d'arrencada mestre (MBR) és el primer sector d'un dispositiu d'emmagatzematge de dades que s'ha particionat. El sector MBR pot contenir codi per localitzar la partició activa i invocar el seu registre d'arrencada de volum.
- Un registre d'arrencada de volum (VBR) és el primer sector d'un dispositiu d'emmagatzematge de dades que no s'ha particionat, o el primer sector d'una partició individual en un dispositiu d'emmagatzematge de dades que s'ha particionat. Pot contenir codi per carregar un sistema operatiu (o un altre programa autònom) instal·lat en aquest dispositiu o dins d'aquesta partició.

## Funcionament
A les màquines compatibles amb IBM PC, la BIOS ignora la distinció entre VBR i MBR, i la partició. El microprogramari simplement carrega i executa el primer sector del dispositiu d'emmagatzematge. Si el dispositiu és un disquet o una unitat flash USB, serà un VBR. Si el dispositiu és un disc dur, serà un MBR. És el codi de l'MBR el que generalment entén el particionament del disc i, al seu torn, s'encarrega de carregar i executar el VBR de qualsevol partició primària configurada per arrencar (la partició activa). Aleshores, el VBR carrega un carregador d'arrencada de segona etapa des d'una altra ubicació del disc.
A més, el que sigui emmagatzemat al primer sector d'un disquet, dispositiu USB, disc dur o qualsevol altre dispositiu d'emmagatzematge d'arrencada, no és necessari per carregar immediatament cap codi d'arrencada per a un sistema operatiu, si és que mai. La BIOS només passa el control a qualsevol cosa que hi hagi allà, sempre que el sector compleixi la qualificació molt senzilla de tenir la signatura de registre d'arrencada de 0x55, 0xAA en els seus dos últims bytes. És per això que és fàcil substituir el codi d'arrencada habitual que es troba en un MBR per carregadors més complexos, fins i tot grans gestors d'arrencada multifuncionals (programes emmagatzemats en un altre lloc del dispositiu que es poden executar sense un sistema operatiu), permetent als usuaris una sèrie d'opcions. en el que passa a continuació. Amb aquest tipus de llibertat, l'abús sovint es produeix en forma de virus del sector d'arrencada.